# Felix Faller
Felix Faller (* 9. Dezember 1835 in Kappel (Lenzkirch); † 11. Mai 1887 in Stuttgart) war ein Maler, Zeichner und Fotograf.

## Leben
Die Vorfahren des Malers mit dem bekannten Schwarzwälder Namen stammten aus Raitenbuch bei Lenzkirch.
Sein Großvater heiratete nach Kappel und wurde dort heimisch auf dem späteren Fallerhof. Felix Faller war nicht verheiratet und hatte eine Schwester, Mathilde Faller (* 22. November 1841). Im Herbst 1848 kam Felix Faller als Schüler nach Heidelberg zu dem Maler Georg Philipp Schmitt in die Lehre. Dort arbeitete auch dessen Sohn Guido Philipp Schmitt. 1851 kehrte Felix Faller nach Kappel zurück. 1852 ging er nach München. Sein Selbstbildnis aus dieser Zeit (1854), war im Besitz des Schwarzwald Sammlers Oskar Spiegelhalder. Nach nicht näher belegten Angaben soll er anschließend sechs Jahre lang in Wesel als Fotograf gearbeitet haben. Um 1861 kehrte er von Wesel wieder nach Kappel zurück, dann soll er sich für zwei Jahre als Fotograf in Brüssel aufgehalten haben. Ab 1863 verbrachte er die nächsten Jahre in der Heimat. Er zeichnete viel, vor allem den Feldberg, wo er ein „Rundum-Panorama“ anfertigte, die sogenannte „Große Rundschau“, die im Druck erschien. Im Jahr 1871 ging er nach Stuttgart, wo er die nächsten 17 Jahre bis zu seinem Tod, unterbrochen von vielen Urlauben in der Schwarzwälder Heimat, verbrachte. 1878 zeichnete er das Große Alpenpanorama von Höchenschwand, das ebenfalls im Druck erschien. Im Frühling 1887 wurde er in das Schwesternhaus in Stuttgart aufgenommen, wo er am 11. Mai verstarb.

## Werke
Neben seinen gedruckten Panoramen sind noch Ölbilder und Zeichnungen in Privatbesitz erhalten geblieben.